# Morti nel 1691
| Questa pagina contiene informazioni ricavate automaticamente dalle voci biografiche con l'ausilio del template Bio e di un bot. L'aggiornamento è periodico e automatico e ricostruisce completamente la pagina. Se manca una persona in questa lista, sei pregato di non aggiungerla, ma accertati piuttosto che la sua voce biografica contenga il template Bio e che i dati anagrafici siano correttamente compilati. Se il template Bio manca, inseriscilo tu stesso o, in alternativa, metti l'avviso {{tmp\|Bio}} che ne segnala la mancanza. Se i dati riportati sono sbagliati, correggi direttamente la voce biografica; le modifiche saranno visibili in questa lista entro pochi giorni. Per chiarimenti vedi il progetto biografie. La lista contiene solo le 91 persone che sono citate nell'enciclopedia e per le quali è stato implementato correttamente il template Bio. Pagina aggiornata al 31 ago 2024. |

## Gennaio(8)
- 9 gennaio - Andrea Peschiulli, poeta italiano (n. 1601)
- 10 gennaio - Wolf Caspar von Klengel, architetto e ingegnere tedesco (n. 1630)
- 13 gennaio - George Fox, predicatore inglese (n. 1624)
- 17 gennaio - Richard Lower, medico britannico (n. 1631)
- 19 gennaio - Giacinto Brandi, pittore italiano (n. 1621)
- 23 gennaio - Guglielmo Maurizio di Nassau-Siegen, principe tedesco (n. 1649)
- 29 gennaio - Asai Ryōi, scrittore giapponese (n. 1612)
- 29 gennaio - François de Rouxel de Médavy, arcivescovo cattolico francese (n. 1604)

## Febbraio(7)
- 1º febbraio - Papa Alessandro VIII, papa, vescovo cattolico e cardinale italiano (n. 1610)
- 2 febbraio - Alessandro II Pico della Mirandola, nobile e militare italiano (n. 1631)
- 4 febbraio - Antonio Masini, letterato italiano (n. 1599)
- 7 febbraio - Paolo Naldini, scultore italiano (n. 1616)
- 8 febbraio - Carlo Rainaldi, architetto italiano (n. 1611)
- 20 febbraio - Juan Francisco de la Cerda, politico spagnolo (n. 1637)
- 21 febbraio - Antonio Bichi, cardinale e vescovo cattolico italiano (n. 1614)

## Marzo(6)
- 11 marzo - Giulio Spinola, cardinale e arcivescovo cattolico italiano (n. 1612)
- 15 marzo - Giovanni Pietro d'Altemps, III duca di Gallese, nobile italiano (n. 1607)
- 16 marzo - Elizabeth Somerset, nobile britannica (n. 1634)
- 19 marzo - Nicholas De Mayer, politico tedesco (n. 1635)
- 20 marzo - Alonso De León, esploratore spagnolo
- 25 marzo - Juan de Rocamora, generale spagnolo (n. 1618)

## Aprile(9)
- 2 aprile - Charles François d'Angennes, corsaro, nobile e funzionario francese (n. 1648)
- 3 aprile - Jean Petitot, pittore svizzero (n. 1607)
- 13 aprile - Melchor de Navarra y Rocafull,  spagnolo (n. 1626)
- 21 aprile - George Howard, IV conte di Suffolk, nobile inglese (n. 1625)
- 22 aprile - Raimondo Capizucchi, cardinale italiano (n. 1615)
- 23 aprile - Jean-Henri d'Anglebert, compositore, organista e clavicembalista francese (n. 1629)
- 27 aprile - Lorenzo Crasso, nobile, letterato e poeta italiano (n. 1623)
- 29 aprile - Giacomo Ruffo, arcivescovo cattolico italiano (n. 1618)
- 29 aprile - Kaspar Jodok von Stockalper, mercante svizzero (n. 1609)

## Maggio(5)
- 10 maggio - José de Echevarría, presbitero e organaro spagnolo
- 13 maggio - William Faithorne, incisore e pittore inglese (n. 1616)
- 16 maggio - Jacob Leisler, mercante, rivoluzionario e politico tedesco (n. 1640)
- 23 maggio - Adrien Auzout, astronomo francese (n. 1622)
- 26 maggio - Cornelis Tromp, ammiraglio olandese (n. 1629)

## Giugno(3)
- 6 giugno - John Flavel, religioso britannico (n. 1620)
- 9 giugno - Charles Maitland, III conte di Lauderdale, politico e nobile scozzese (n. 1620)
- 22 giugno - Solimano II, sultano ottomano (n. 1642)

## Luglio(5)
- 2 luglio - Marc'Antonio Pasqualini, cantante e compositore italiano (n. 1614)
- 10 luglio - Giacinto Platania, pittore, decoratore e ingegnere italiano (n. 1612)
- 16 luglio - François Michel Le Tellier de Louvois, politico francese (n. 1641)
- 26 luglio - Henry Cavendish, II duca di Newcastle-upon-Tyne, politico inglese (n. 1630)
- 30 luglio - Daniel Georg Morhof, poeta e critico letterario tedesco (n. 1639)

## Agosto(6)
- 2 agosto - Federico I di Sassonia-Gotha-Altenburg, nobile tedesco (n. 1646)
- 7 agosto - Livio Mehus, pittore fiammingo (n. 1627)
- 8 agosto - François Verwilt, pittore e disegnatore olandese (n. 1620)
- 14 agosto - Richard Talbot, militare e politico irlandese (n. 1639)
- 19 agosto - Köprülü Fazıl Mustafa Pascià, militare ottomano (n. 1637)
- 25 agosto - Filippo Carlo d'Arenberg, duca belga (n. 1663)

## Settembre(5)
- 10 settembre - Veronica Cybo-Malaspina, nobildonna italiana (n. 1611)
- 12 settembre - Giovanni Giorgio III di Sassonia, nobile tedesco (n. 1647)
- 17 settembre - Abraham Hondius, pittore, disegnatore e incisore olandese
- 18 settembre - Gianfrancesco Ginetti, cardinale e arcivescovo cattolico italiano (n. 1626)
- 29 settembre - Johann Karl von Frankenstein, vescovo cattolico tedesco (n. 1610)

## Ottobre(7)
- 4 ottobre - Louis Abelly, vescovo cattolico e teologo francese (n. 1604)
- 4 ottobre - Federico Baldeschi Colonna, cardinale italiano (n. 1625)
- 6 ottobre - Johan Jacob Ferguson, matematico olandese (n. 1630)
- 11 ottobre - Israel Silvestre, incisore, insegnante e editore francese (n. 1621)
- 15 ottobre - Paul Mignard, pittore e incisore francese (n. 1639)
- 18 ottobre - Cristiano I di Sassonia-Merseburg, duca (n. 1615)
- 20 ottobre - Isaac de Benserade, poeta e librettista francese (n. 1613)

## Novembre(4)
- 1º novembre - Placido Spadafora, grammatico e gesuita italiano (n. 1628)
- 11 novembre - Bonawentura Madaliński, vescovo cattolico polacco (n. 1620)
- 15 novembre - Aelbert Cuyp, pittore olandese (n. 1620)
- 21 novembre - Francis Couper, scrittore olandese (n. 1629)

## Dicembre(4)
- 1º dicembre - Louis Henri de Pardaillan de Gondrin, nobiluomo francese (n. 1640)
- 8 dicembre - Richard Baxter, religioso britannico (n. 1615)
- 20 dicembre - Alberto Caprara, letterato e diplomatico italiano (n. 1627)
- 30 dicembre - Robert Boyle, chimico, fisico e inventore irlandese (n. 1627)

## Senza giorno specificato(22)
- Matteo di San Giuseppe, botanico, medico e linguista italiano (n. 1612)
- Johannes Bredenburg, filosofo olandese (n. 1643)
- Orazio Capuana Yaluna, poeta italiano (n. 1612)
- Bartolomeo Caravoglia, pittore italiano (n. 1620)
- Miron Costin, politico e storico moldavo (n. 1633)
- Giovanni Giacomo De Rossi, editore italiano (n. 1627)
- João Ferreira de Almeida, religioso portoghese (n. 1628)
- Judith Gigault de Bellefonds, religiosa francese (n. 1611)
- Juan Bautista Juanini, scienziato spagnolo (n. 1636)
- Antoine Le Pautre, architetto, decoratore e incisore francese (n. 1621)
- George Legge, I barone Dartmouth, ammiraglio inglese (n. 1647)
- Saverio Musmeci, ingegnere italiano (n. 1633)
- Gurij Nikitin, pittore russo (n. 1620)
- Cillo Palermo, poeta e scrittore italiano (n. 1609)
- Edward Pococke, biblista, orientalista e ebraista inglese (n. 1604)
- Elizabeth Polwheele, drammaturga inglese (n. 1651)
- John Riley, pittore britannico (n. 1646)
- Girolamo Rocca, giurista italiano
- Francis Rombouts, politico belga (n. 1631)
- Nicolaes van Verendael, pittore fiammingo (n. 1640)
- Giacomo Vianol, vescovo cattolico italiano (n. 1598)
- Marie de Hautefort,  francese (n. 1616)